# The Code (пісня)
«The Code» — пісня американського репера King Von з його дебютного студійного альбому Welcome to O'Block, виданого 30 жовтня 2020 р. на лейблах Only the Family та Empire Distribution.

## Опис
Інструментал має «зловісний фортепіанний луп». Виконавці читають реп про те, що треба дотримуватися вуличного кодексу, не бувши інформатором.

## Відеокліп
Режисери: DrewFilmedIt та Джон Прімо. Кліп вийшов на YouTube-каналі Вона 30 жовтня 2020 року в один день з альбомом. У ньому репери заманюють своїх ворогів у пастку через комп'ютерну програму й катують їх з допомогою «напівоголеної асистентки».

## Чартові позиції
| Чарт (2020)                             | Найвища позиція |
| --------------------------------------- | --------------- |
| Канада (Canadian Hot 100)               | 90              |
| Billboard Global 200                    | 121             |
| США (Billboard Hot 100)                 | 66              |
| США (Hot R&B/Hip-Hop Songs) (Billboard) | 22              |

## Сертифікації
| Регіон                                                      | Сертифікація | Продажі   |
| ----------------------------------------------------------- | ------------ | --------- |
| США (RIAA)                                                  | Платиновий   | 1 000 000 |
| продажі+прослуховування, що базуються лише на сертифікаціях |              |           |